# نزدیک‌ترین خویشاوند (فیلم ۱۹۸۹)
نزدیک‌ترین خویشاوند (به انگلیسی: Next of Kin) فیلمی محصول سال ۱۹۸۹ و به کارگردانی جان اروین است. در این فیلم بازیگرانی همچون پاتریک سوویزی، لیام نیسون، آدام بالدوین، هلن هانت، بیل پاکستون، بن استیلر، آندراس کاتسولاس، مایکل جی. پولارد، تد لواین، دل کلوز، پل هرمن ایفای نقش کرده‌اند.